# Avro 511
L'Avro 511 est un avion prototype biplan monoplace britannique du début de la Première Guerre mondiale

## Un monoplace pour rien
En mars 1914 était présenté sur le stand Avro de l’exposition aéronautique d’Olympia, à Londres, un intéressant petit biplan monoplace à moteur Gnome Monosoupape de 80 ch présenté comme un avion rapide de reconnaissance. Construit en bois et toile, il se caractérisait par une voilure biplane à ailes décalées en flèche, dotées d’ailerons en haut et en bas, encadrant des aérofreins de bord de fuite. De chaque côté du fuselage, on trouvait un seul jeu de mâts d’entreplan, dissimulés par un profilage entoilé. L’empennage était identique à celui de l’Avro 504. Cet appareil devait effectuer son premier vol en avril 1914 et n’intéressa pas le RFC puisqu’on ne parlait pas encore de chasseurs et que les avions de reconnaissance étaient biplaces.

## Converti en Avro 514
Après l’exposition d’Olympia, l'Avro 511 fut modifié en monoplace de course, avec en particulier un nouvel atterrisseur, plus léger, pour participer au Derby Aérien. Victime d’une panne mécanique entre Brooklands à Hendon, il ne put s’aligner au départ. Réparé, le prototype volait à nouveau en juillet 1914, mais le déclenchement de la Première Guerre mondiale entraina son abandon. 